# Adblock Plus
 (janvier 2023).
Pour les articles homonymes, voir ABP.
Ne doit pas être confondu avec AdBlock.
Adblock Plus (ABP) est une extension open source pour Mozilla Firefox (ainsi que sa version mobile), Google Chrome, Internet  Explorer  et Opera chargée de filtrer le contenu des pages web afin d'en bloquer certains éléments, en particulier les bannières de publicité. Contrairement à d'autres extensions similaires, comme uBlock Origin, Adblock laisse passer, sous certaines conditions, les publicités des annonceurs qui acceptent de le payer en échange de cette faveur.
Une version bêta, en cours de développement, fonctionne sur Safari pour Mac avec quelques limites. Une version pour Microsoft Edge est disponible.

## Historique
Le développement d'Adblock a été arrêté en 2005. La version fork Adblock Plus a remplacé le logiciel d'origine. Elle comporte des améliorations de l'interface utilisateur, la possibilité de s'abonner à des listes de filtres et une fonction pour cacher les éléments. Comme le bloqueur d'images intégré à Firefox, Adblock Plus analyse les requêtes HTTP en fonction de leurs adresses Internet et peut empêcher le chargement de IFrames, de scripts et de publicités (qui peuvent aussi bien être textuelles que visuelles).
Depuis décembre 2010, Adblock Plus est également disponible pour Google Chrome.

## Controverses
En juillet 2014, plusieurs groupes de médias allemands ont porté plainte contre Adblock Plus, estimant que son péage est illégal. Ils sont déboutés par les juges. D'autres entreprises allemandes et américaines publient alors des opinions dans les médias, présentant Adblock Plus comme du « racket légal ».
Au contraire, en France, certains sites d'administrations publiques, tel celui de l'Insee, adressent un message (pop-up) stipulant que le choix du visiteur est pris en compte. En 2015, ce message est reformulé pour prendre en compte le choix de refuser les cookies, dans le cadre d'une directive européenne.

### Une liste de filtres blanche activée par défaut depuis 2011
La liste blanche autorise l'affichage des publicités jugées « non intrusives» par les développeurs. L'activation par défaut de cette liste a été critiquée, même s'il reste possible de la désactiver après avoir installé Adblock Plus. À la suite de l'ajout de cette fonctionnalité controversée Adblock Plus a été forké vers Adblock Edge, où la possibilité d'afficher les publicités non intrusives a été retirée. Depuis juin 2013, les publicités de Google ont été ajoutées à la liste blanche en raison d'un accord financier entre les deux groupes : celui-ci verserait 20 millions d'euros par an, selon un blogueur spécialisé allemand. Cette liste blanche permet également de payer les 25 salariés de l'entreprise.
L'autorisation des publicités par défaut de la liste blanche a pour but de soutenir les sites qui ont besoin de l'argent des annonceurs et aussi de participer à rendre Internet meilleur pour tous les utilisateurs.
Selon le point de vue du publicitaire, la publicité serait acceptable s'il n'y a ni animation, ni son, ni image accrocheuse, ni dissimulation de contenu, ni dépassement d'environ 230 px de hauteur, ni supérieure à environ 340 px de large, et si elle n'est ni située au milieu du contenu, s'il y a indication « publicité » à côté de l'annonce avec une couleur d'arrière plan différente de la publicité.
En 2022 Axel Springer perd le procès contre Eyeo GmbH, société propriétaire de Adblock Plus qui propose des bloqueurs de publicité sur le web. Le tribunal de district de Hambourg a rejeté la plainte pour violation de droit d'auteur constituée selon Springer par les bloqueurs de publicité en interférant avec leur modèle commercial.

## Popularité
Il s'agit de l'extension la plus téléchargée : elle a dépassé les 190 millions de téléchargements en février 2013 avec plus de 15 millions d'utilisateurs quotidiens moyens.
En 2016, l'extension franchit les 100 millions de navigateurs actifs dans le monde, tous navigateurs confondus.